# Espejo de sombras
Espejo de sombras é uma telenovela mexicana, produzida pela Televisa e exibida em 1960 pelo Telesistema Mexicano.

## Elenco
- Ofelia Guilmáin
- Andrea Palma
- Sergio Bustamante
- Adriana Roel
- Luis Lomelí
- Hortensia Santoveña
- Luis Bayardo
- Judy Ponte
- Aldo Monti
- Salvador Carrasco